# Sorex cansulus
Sorex cansulus е вид бозайник от семейство Земеровкови (Soricidae). Видът е критично застрашен от изчезване.

## Разпространение
Разпространен е в Китай (Гансу).